# Soulles (Fluss)
Die Soulles ist ein Küstenfluss in Frankreich, der im Département Manche in der Region Normandie verläuft. Sie entspringt im Gemeindegebiet von Percy, entwässert generell Richtung Nordwest bis West und mündet nach rund 52 Kilometern beim Weiler Le Pont de la Roque, an der Gemeindegrenze von Orval sur Sienne und Heugueville-sur-Sienne, in den Mündungstrichter des Flusses Sienne und somit in den Ärmelkanal.

## Orte am Fluss
(Reihenfolge in Fließrichtung)
- La Haye-Bellefond
- Le Bourg, Gemeinde Soulles
- Cerisy-la-Salle
- Belval
- Coutances
- Saint-Pierre-de-Coutances
- Bricqueville-la-Blouette
- Le Pont de la Roque, Gemeinde Heugueville-sur-Sienne